# San Marcos (Sucre)
San Marcos es un municipio colombiano ubicado en la región Caribe y al suroeste del departamento de Sucre, entre el río San Jorge y la sabana. Desde el siglo XIX es conocido como «La Perla del San Jorge» por ser la más importante población del Valle del San Jorge. San Marcos está ubicado en el límite entre las extensas sabanas del Caribe Colombiano y el valle del San Jorge, vecino de La Mojana. Las principales actividades económicas del municipio y sus alrededores son la agricultura, la ganadería y la pesca.

## Vías de comunicación
Terrestres:
El municipio cuenta con una buena comunicación terrestre, comunicando con la Carretera Troncal de Occidente y entre otros, los municipios de Planeta Rica, Sahagún, Montería, Chinú y Sincelejo, y una serie de carreteables que comunican entre otros con los municipios de Caimito, La Unión y Sahagún. Una de las obras de infraestructura más esperadas en la región fue la culminación del puente sobre el río san Jorge, que se constituye en pieza fundamental de la carretera hacia la despensa agrícola nacional de La Mojana y sus municipios: Majagual, Sucre y Guaranda.

## División Político-Administrativa
Aparte de su Cabecera Municipal. San Marcos tiene bajo su jurisdicción los centros poblados:
- El Oasis
- Palo Alto
- Buenos Aires
- Belén
- Cayo de La Cruz
- Buenavista
- Caimitico
- Candelaria
- Castillera
- Caño Carate
- Caño Prieto
- Ceja Larga
- Cuenca
- El Limón
- El Llano
- El Pital
- El Reparo
- El Tablón
- La Costera
- La Quebrada
- Las Flores
- Media Tapa
- Montegrande
- Neiva
- Nueva Esperanza
- Pajonal
- Rincón Guerrano
- San Felipe
- Santa Inés
- Sehebe

## Historia
San Marcos no tiene fecha de fundación como poblado, pero está comprobada su expansión al menos desde 1706. La población fue formada por un gran número de esclavos libertos apostados en rústicas viviendas a orillas de la ciénaga que pertenecía al Hato Mayor de San Marcos del Carate, cuyo propietario era el capitán español don Juan de Zabaleta, quien recibió de la Corona española extensas tierras como pago por los servicios prestados al Rey en su carrera militar.
A la muerte de don Juan y a falta de herederos legítimos, esta hacienda pasó a manos de don Damián Arráez, esposo de doña Micaela Lanz, más conocida como la Mariscala; más tarde pasó a ser propiedad de la Marquesa doña Isabel de Madariaga, a quien los pobladores de San Marcos llamaban “La Marquesita”, rodeándola de increíbles leyendas hasta convertirla en uno de sus mitos locales.
San Marcos hizo parte inicialmente del Distrito de Chinú y después del Distrito de Caimito, cuando en 1911 la Honorable Asamblea del departamento de Bolívar aprobó la ordenanza No 39 por la cual se elevó a la categoría de Cabecera Municipal. Este importante hecho dio vida jurídica al ente territorial que tuvo a don Neftalí Carriazo Díaz como su primer alcalde a partir del 4 de junio de 1912.
Desde 1957 hasta 1962, por decreto del entonces presidente, general Gustavo Rojas Pinilla, fue anexado al departamento de Córdoba, y retornó al territorio bolivarense desde esta última fecha hasta 1967, cuando fue incorporado al nuevo ente territorial denominado departamento de Sucre.

## Símbolos

### Escudo
El escudo de San Marcos está dividido en tres cuarteles: superior, medio e inferior. En el cuartel superior se encuentra representada la riqueza agrícola por una planta de maíz y una de arroz; la riqueza minera por una torre de gas natural; la riqueza ganadera por una cabeza de ganado vacuno. Compartiendo el cuartel superior y medio se encuentra un sol, símbolo de vitalidad, y en medio de él un pergamino que representa la historia, costumbres y tradiciones del municipio. El cuartel inferior, de mayor espacio y con fondo azul, representa la ciénaga, los ríos, caños y arroyos, y sobre él un pez que resalta el potencial pesquero de San Marcos. Bordeando el escudo se encuentra el bicolor municipal y el tricolor nacional.

### Bandera
La bandera o pabellón municipal se compone de dos franjas horizontales de iguales dimensiones. La franja superior, de color verde oscuro, representa la riqueza agrícola, minera, ganadera y pesquera. La franja inferior, de color amarillo, simboliza la unidad de vida y prosperidad para esta tierra.

### Himno
Coro
En pie, sanmarqueros, luchemos unidos,
busquemos la paz, la alegría y el amor.
San Marcos querido, pedazo de tierra,
¿qué esperas de mí, qué haré yo por ti?
I
Estamos dispuestos a hacer de tu suelo
aquel paraíso promesa del cielo,
nuestro río San Jorge fecunda tus tierras
haciendo abundante tu agricultura
y al Departamento de Sucre le das
su fauna y su flora que rica será.
II
Don Juan Zabaleta nos dio sus costumbres,
su lengua y su Dios, nos llevó hasta la cumbre,
en la lejanía escribió el mañana
del pueblo que hoy día a Sucre engalana
pisando tus huellas a ti te ofrecemos
amor y progreso que a ti te traerá.

## Economía
Por estar ubicado a orillas del río San Jorge y ser vecino de La Mojana, San Marcos hace parte de una importante despensa agrícola y tiene mucha proyección comercial. Su principal actividad económica es la agricultura, seguida de la ganadería y la pesca. Durante los últimos años ha tenido gran desarrollo el cultivo del arroz, lo que ha traído como consecuencia el establecimiento de molinos que procesan el producto para consumo regional.

## Cultura
San Marcos es conocido en el ámbito artístico colombiano por ser la cuna de importantes músicos como Alfonso, Carlos, Jorge, Elvira y Juan Piña, descendientes del patriarca musical Juan de la Cruz Piña Arrieta. También es la cuna de destacadas figuras como la diseñadora Amalin de Hazbún, el artista plástico Jorge Janna, los músicos Adolfo Castro, Walter Castro, Julio Eduardo Ruiz, Antoine "El Voka" Vokanales y el tenor Alfonso Ricardo Arrieta, entre otros.
El municipio también es reconocido por el grandioso y majestuoso Árbol de San Marcos (un enorme caucho o higo) que tiene unas gigantescas ramas que recorren cerca de una hectárea y cuya altura es de, aproximadamente,35 metros.

### Celebraciones
- Festival y Reinado de la Panela, se realiza en el corregimiento de Candelaria a principios de febrero.
- El Festival del Porro Cantao inédito con Banda es la punta de lanza de nuestra agenda cultural. Se realiza desde 1996, cuando un grupo de soñadores y amantes del Porro se comprometió a sacar adelante la brillante idea del maestro Alfonso Piña Cogollo, quien tenía clara nuestra identidad espiritual que nos ha sido legada a través de la música. La primera Junta del Festival estuvo presidida por don Ramiro Ensuncho Álvarez y don Salustiano Álvarez.

- Festividad del barrio San José: Se celebra en marzo durante el fin de semana del santo patrono. Hay actividades, concursos de pesca y un multitudinario fandango.

- Semana Santa: En abril llegan las brisas del porro a deleitar a los asistentes con su ritmo, como preparación para la Semana Santa, fiesta sacra para los devotos de la fe de Cristo. San Marcos la vive con eucaristías, procesiones y representaciones en vivo de las estaciones del Vía Crucis, así como una oferta gastronómica que incluye: hicotea, bagre frito, bocachico sudado, chicha, mote de queso, dulces variados, mote de palmito y otras delicias.
- Día de San Jorge: A la Semana Mayor le sigue la celebración del día de San Jorge, el 23 de abril, patrono del río que fuera descubierto en esta fecha, en el año 1534.

- Día de San Marcos: Al Día de San Jorge le sigue la celebración del día de San Marcos, el 25 de abril, con un gran desfile de bandas marciales de los colegios del municipio que termina en un importante evento artístico.
- Festival de Poesía San Marcos del Caribe: Se celebra del 23 al 25 de abril, desde 2021, con invitados nacionales e internacionales. Lo conforman conversatorios poéticos en instituciones educativas y recitales gratuitos al aire libre. Lo dirige el poeta y narrador Ensuncho De La Bárcena.

- Fiestas de La Santa Cruz: Mayo comienza con las fiestas de La Santa Cruz en el corregimiento de Santa Inés, donde se realiza una celebración ecológica y religiosa: se venera el pequeño bosque y la quebrada donde dicen los mayores que apareció el profeta Enoc en 1926 y se le rinde tributo con una procesión.

- Carreras de caballos de junio: En el mes de junio se llevan a cabo las carreras de caballos del barrio 1º de Junio, espectáculo de acrobacia montada.

- Fiesta de la Virgen del Carmen: Durante el mes de julio se celebra el día de la Virgen del Carmen, patrona del pueblo, de los conductores y los navegantes, con dos desfiles: uno por la ciénaga del municipio en el que la imagen de la virgen es subida a un planchón (embarcación) en compañía de la banda de porros y cantos religiosos y es custodiada por los fieles a bordo de sus pequeñas embarcaciones o saludándola desde los puertos que tiene la población. Al desembarcar, la imagen es llevada por sus devotos y es seguida por los creyentes en amplia romería a pie, recorriendo la mayor parte del pueblo.
- Festival Navideño de Acordeoneros, Compositores y Expresiones Autóctonas del San Jorge y la Mojana: se realiza cada año a comienzos de diciembre y es dirigido por el premiado compositor Armando "Chan" Prasca.
- Las Corralejas son nuestra versión de la fiesta brava. Comienzan con la cabalgata del 27 de diciembre y se extienden hasta el 2 de enero.  Durante toda la semana las bandas irradian la alegría por las calles y suena la tuna sanmarquera.

## Estructura organizacional municipal
| San Marcos   | San Marcos  | San Marcos                 |
| Departamento | Código DANE | Categoría municipal (2023) |
| ------------ | ----------- | -------------------------- |
| Sucre        | 70708       | Sexta                      |

- Personería: Es un centro del Ministerio Público de Colombia que ejerce, vigila y hace control sobre la gestión de las alcaldías y entes descentralizados; velan por la promoción y protección de los derechos humanos; vigilan el debido proceso, la conservación del medio ambiente, el patrimonio público y la prestación eficiente de los servicios públicos, garantizando a la ciudadanía la defensa de sus derechos e intereses.

- Concejo Municipal: Es la suprema autoridad política del municipio. En materia administrativa sus atribuciones son de carácter normativo. También le corresponde vigilar y hacer control político a la administración municipal. Se regulan por los reglamentos internos de la corporación en el marco de la Constitución Política Colombiana (artículo 313) y las leyes, en especial la Ley 136 de 1994 y la Ley 1551 de 2012.

Constituido por 11 concejales por un periodo de 4 años.
- Alcaldía Municipal: En esta se encuentra la administración municipal y las entidades descentralizadas del municipio.

El Alcalde se pronuncia mediante decretos y se desempeña como representante legal, judicial y extrajudicial del municipio. El actual Alcalde municipal es Arnulfo Ortega López (2024-2027), elegido por voto popular.
- JAL. Sin constitución alguna en los corregimientos del municipio.

## Servicios públicos
- Energía Eléctrica: Afinia, del grupo EPM, es la empresa prestadora del servicio de energía eléctrica.
- Gas Natural: Surtigas es la empresa distribuidora y comercializadora de gas natural en el municipio.